# Alta Inc.

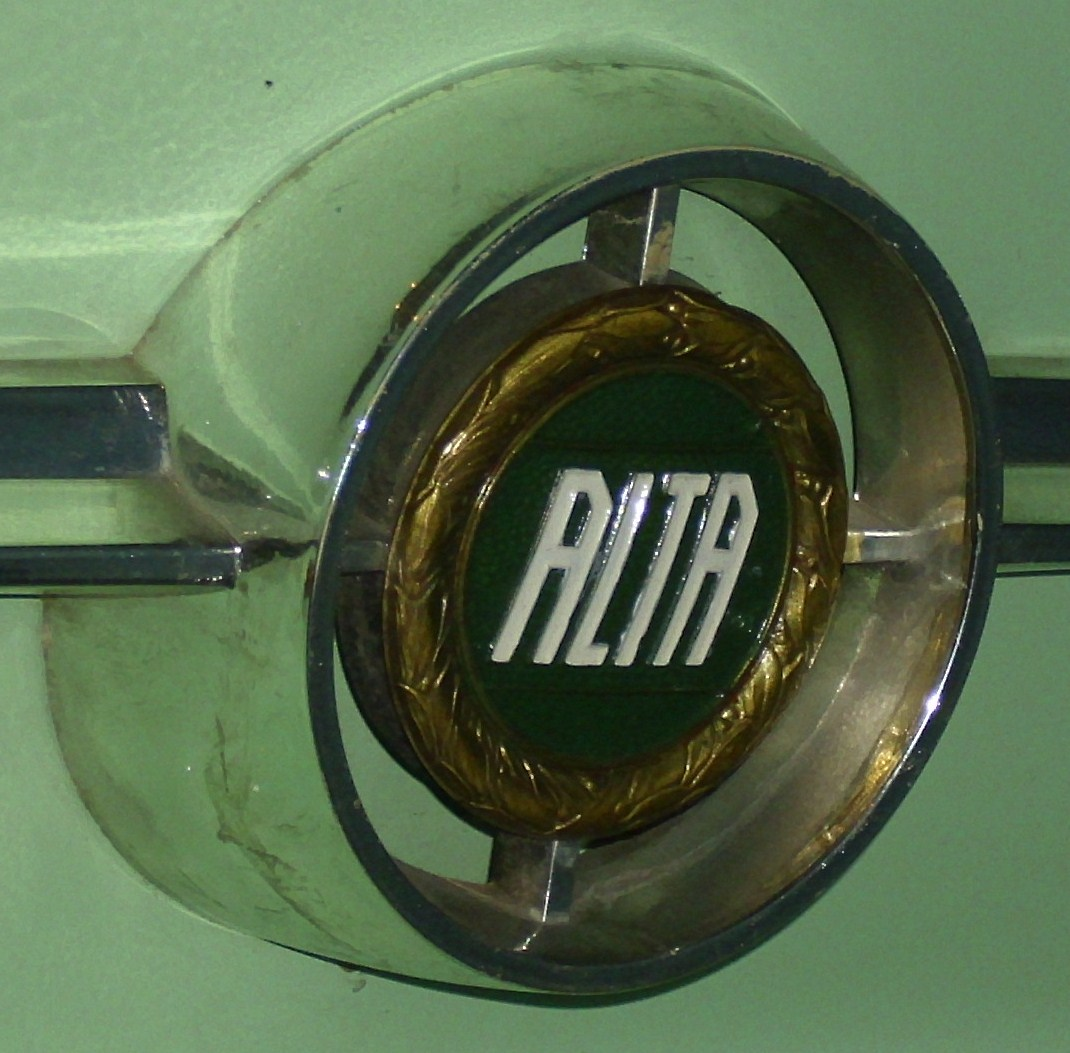
Emblem an einem Alta A 200

Alta Inc. (nach anderen Quellen Alta A.B.E.) (griechisch Άλτα) war ein griechischer Hersteller von Dreirad-Fahrzeugen, Motorrädern und Automobilen.

## Unternehmensgeschichte
Das Unternehmen aus Athen begann 1962 mit der Produktion von Motorrädern. Später folgten Nutzfahrzeuge. 1968 erwarb das Unternehmen von Bioplastic die Produktionseinrichtungen und deren Lizenz für den Bau des Fuldamobils. Die Produktion fand in späteren Jahren in einer neuen Fabrik in Elefsis statt. 1977 endete die Produktion.

## Fahrzeuge
Die Motorräder 50 S hatten einen Motor von ZF Sachs mit 50 cm³ Hubraum. 1967 folgte ein Dreirad-Lieferwagen namens A 700. Er hatte einen Zweizylindermotor vom BMW 700 mit 35 PS Leistung. Die Nutzlast betrug 800 kg.
1968 ergänzte der Personenkraftwagen A 200 das Sortiment. Dies war ein Kleinstwagen nach Fuldamobil-Lizenz mit drei Rädern und ähnelte bis auf das überarbeitete Heck dem Attica von Bioplastic.

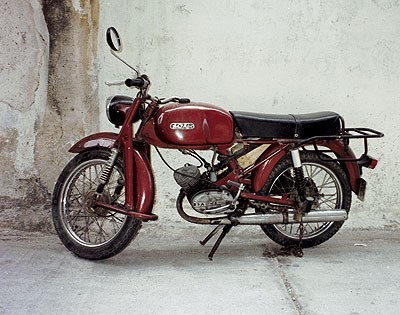
Alta 50 S
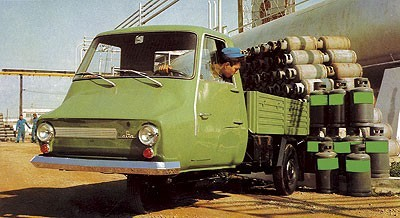
Alta A 700
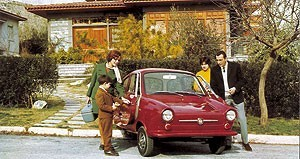
Alta A 200
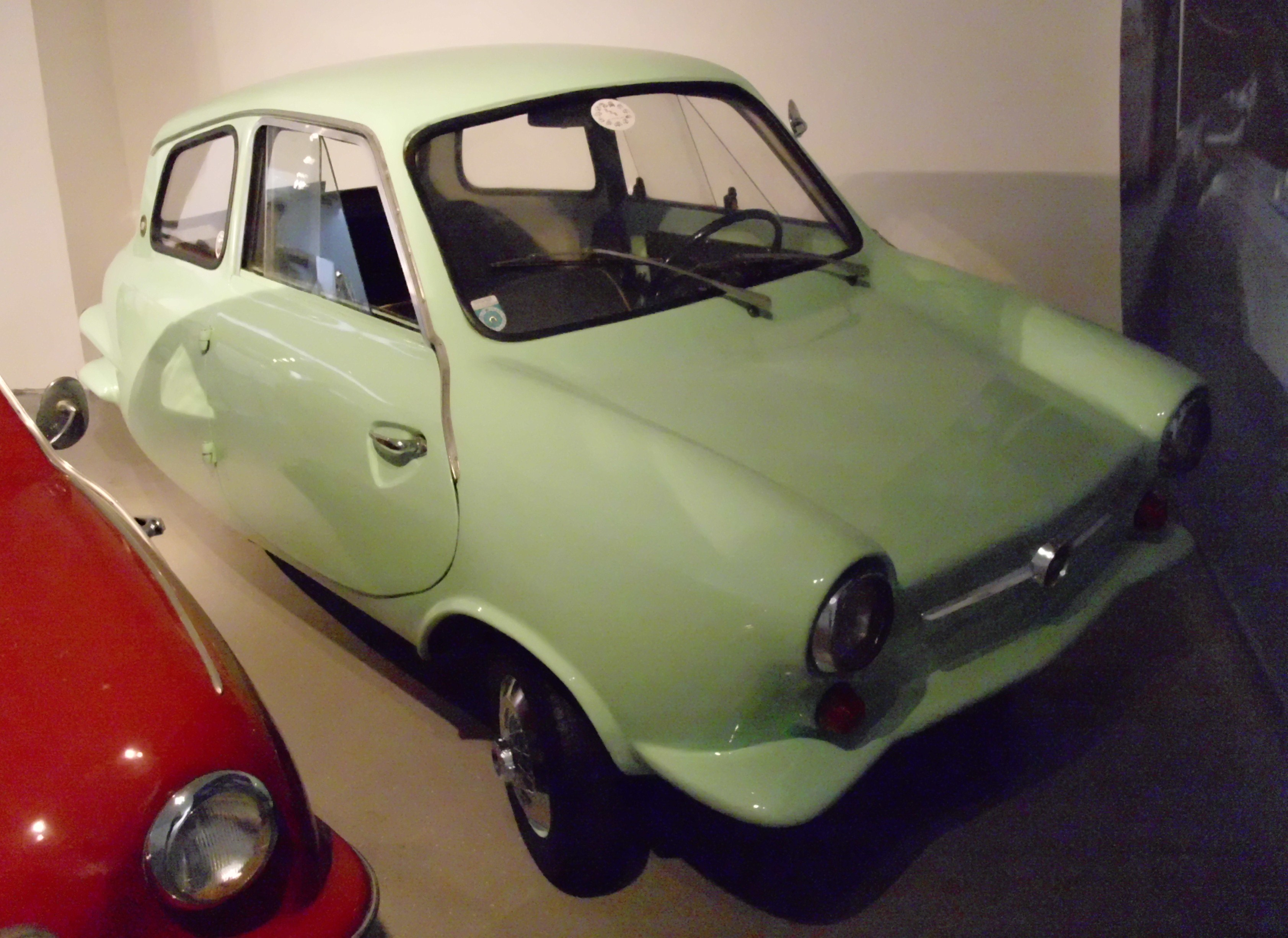
Alta A 200
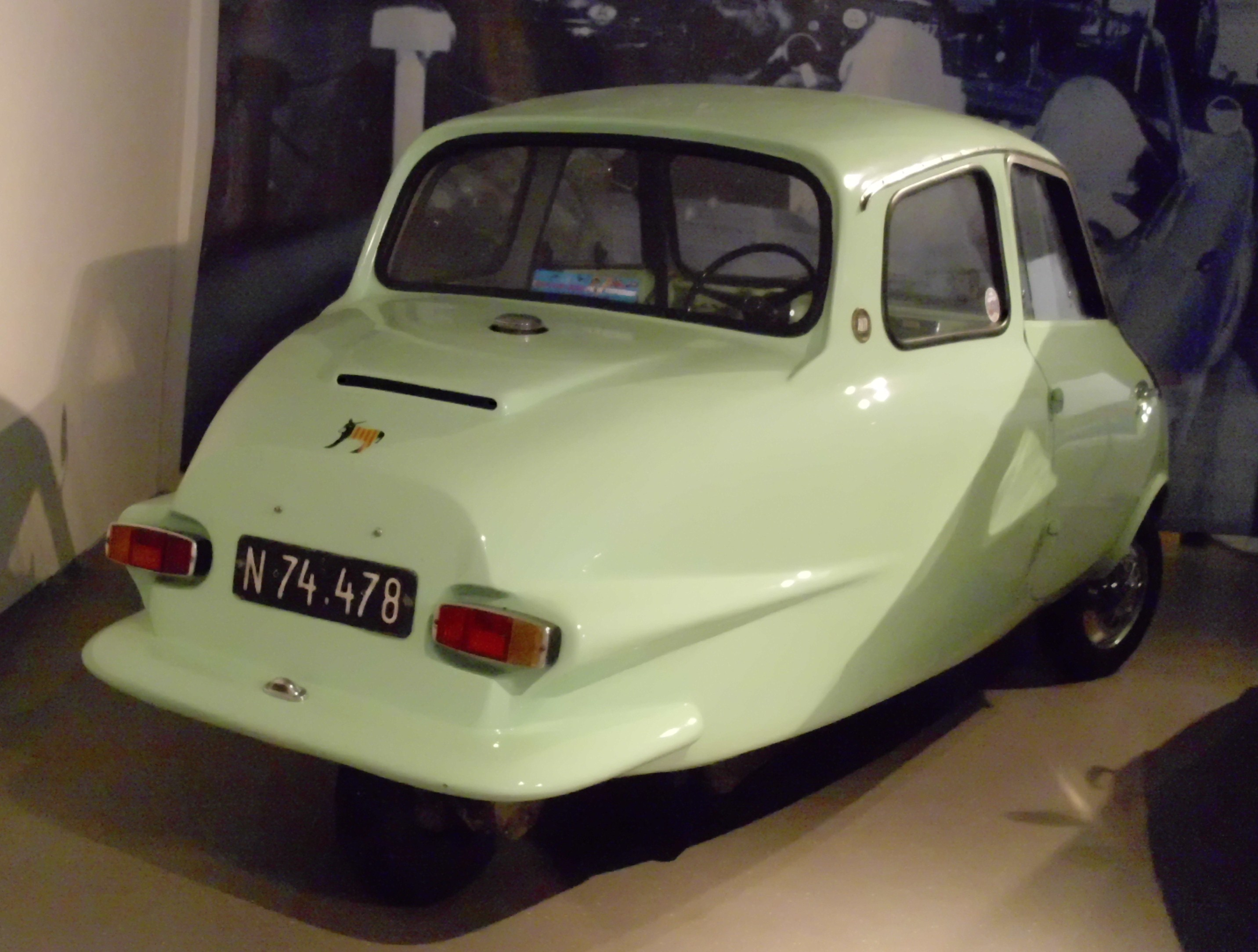
Alta A 200